# Arbeitsgemeinschaft Berufsständischer Versorgungseinrichtungen
Die Arbeitsgemeinschaft Berufsständischer Versorgungseinrichtungen (ABV) ist der Zusammenschluss der seit 1923 in Deutschland bestehenden Sondersysteme, die die Pflichtversorgung bezüglich der Alters-, Invaliditäts- und Hinterbliebenenversorgung für Angehörige der kammergebundenen freien Berufe (Ärzte, Apotheker, Architekten, Notare, Patentanwälte, Rechtsanwälte, Steuerberater bzw. Steuerbevollmächtigte, Tierärzte, Wirtschaftsprüfer und vereidigte Buchprüfer, Zahnärzte sowie selbständige Ingenieure und Psychotherapeuten) darstellen. Im System der Altersvorsorge in Deutschland gehört die berufsständische Versorgung ebenso wie die gesetzliche Rentenversicherung und die Beamtenversorgung zur Regelsicherung der „1. Säule“. (Als „2. Säule“ bezeichnet man die betriebliche Altersversorgung und als „3. Säule“ die ergänzende Alterssicherung mit den privaten Lebensversicherungen und der individuellen Höherversicherung in den Versorgungswerken.)
Die Arbeitsgemeinschaft Berufsständischer Versorgungseinrichtungen ist ein 1973 gegründeter und im Vereinsregister des Amtsgerichts Köln eingetragener Verein (e. V.) und wird in der Regel mit dem Akronym „ABV“ abgekürzt. Sie versteht sich als Spitzenorganisation der 89 auf landesgesetzlicher Rechtsgrundlage öffentlich-rechtlichen Pflichtversorgungseinrichtungen „eigener Art“ für die Angehörigen der in Berufskammern organisierten freien Berufe in Deutschland. Sie vertritt ca. 800.000 Mitglieder. „Arbeitsgemeinschaft berufsständischer Versorgungseinrichtungen“ ist der gemeinsame Name für alle beteiligten Anstalten und Körperschaften des öffentlichen Rechts, jedoch keine ihnen übergeordnete Behörde.
Die Arbeitsgemeinschaft berufsständischer Versorgungseinrichtungen nimmt die gemeinsame Interessenvertretung und Öffentlichkeitsarbeit ihrer Mitgliedseinrichtungen wahr.

## Organisation
Die berufsständischen Versorgungswerke sind nicht Sozialversicherung im Sinne von Art. 74 Nr. 12 Grundgesetz. Sie sind entweder Anstalten des öffentlichen Rechts oder Einrichtungen der berufsständischen Kammern, die ihrerseits als öffentlich-rechtliche Körperschaften strukturiert sind. So oblag die Geschäftsführung der Bayerischen Ärzteversorgung zunächst der Bayerischen Versicherungskammer, seit 1995 der Bayerischen Versicherungskammer-Versorgung (Bayerische Versorgungskammer). Die Bayerische Versorgungskammer ist eine Oberbehörde des Freistaates Bayern und führt als größte öffentlich-rechtliche Versorgungsgruppe Deutschlands die Geschäfte von zwölf Altersversorgungseinrichtungen, darunter fünf berufsständische Versorgungswerken.

## Organe
Oberstes Organ der ABV ist die Mitgliederversammlung, an der Vertreter aller Mitgliedseinrichtungen teilnehmen. Das Stimmengewicht des einzelnen Versorgungswerkes richtet sich nach der Anzahl der beitragsleistenden Teilnehmer. Die Mitgliederversammlung wählt aus ihrer Mitte den 16-köpfigen Vorstand. Vorsitzender des Vorstands von 2012 bis 2016 ist der Rechtsanwalt Hartmut Kilger. Weitere Gremien sind der Rechtsausschuss, der Europaausschuss sowie der Finanzausschuss. Darüber hinaus werden Vorstand und Geschäftsführung von zwei Arbeitskreisen zu den Themen „Vermögensanlage-Fragen“ und „EDV“ beraten.
Der Vorstand bestellt einen Hauptgeschäftsführer. Dieser leitet gemeinsam mit weiteren Geschäftsführern die Geschäftsstelle mit Büros in Berlin und Brüssel. Derzeitiger Hauptgeschäftsführer ist der Rechtsanwalt Peter Hartmann.

## Mitglieder
Die Arbeitsgemeinschaft berufsständischer Versorgungseinrichtungen hat 89 rechtlich selbständige Mitgliedseinrichtungen. Diese sind Versorgungswerke der kammerangehörigen freien Berufe nach Landesrecht. Einige Versorgungseinrichtungen sind länder- und/oder berufsgruppenübergreifend tätig.

### Liste der Mitglieder

#### Baden-Württemberg
- Baden-Württembergische Versorgungsanstalt für Ärzte, Zahnärzte und Tierärzte
- Versorgungswerk der Architektenkammer Baden-Württemberg
- Ingenieurversorgung Baden-Württemberg
- Versorgungswerk der Rechtsanwälte in Baden-Württemberg
- Versorgungswerk der Steuerberater in Baden-Württemberg

#### Bayern
- Bayerische Ärzteversorgung
- Bayerische Apothekerversorgung
- Bayerische Architektenversorgung
- Notarkasse Anstalt des öffentlichen Rechts
- Bayerische Rechtsanwalts- und Steuerberaterversorgung

#### Berlin
- Berliner Ärzteversorgung
- Apothekerversorgung Berlin
- Versorgungswerk der Architektenkammer Berlin
- Versorgungswerk der Rechtsanwälte in Berlin
- Versorgungswerk der Zahnärztekammer Berlin

#### Brandenburg
- Ärzteversorgung Land Brandenburg
- Versorgungswerk der Rechtsanwälte im Land Brandenburg
- Versorgungswerk der Steuerberater und Steuerbevollmächtigten im Land Brandenburg

#### Bremen
- Versorgungswerk der Ärztekammer Bremen
- Hanseatische Rechtsanwaltsversorgung Bremen

#### Hamburg
- Versorgungswerk der Ärztekammer Hamburg
- Notarversorgungswerk Hamburg
- Versorgungswerk der Rechtsanwältinnen und Rechtsanwälte in Hamburg
- Versorgungswerk der Zahnärztekammer Hamburg

#### Hessen
- Versorgungswerk der Landesärztekammer Hessen
- Versorgungswerk der Landesapothekerkammer Hessen
- Versorgungswerk der Rechtsanwälte im Lande Hessen
- Versorgungswerk der Steuerberater in Hessen
- Versorgungswerk der Landestierärztekammer Hessen
- Hessische Zahnärzte-Versorgung

#### Mecklenburg-Vorpommern
- Ärzteversorgung Mecklenburg-Vorpommern
- Apothekerversorgung Mecklenburg-Vorpommern
- Versorgungswerk der Rechtsanwälte in Mecklenburg-Vorpommern
- Versorgungswerk der Steuerberater und Steuerbevollmächtigten in Mecklenburg-Vorpommern
- Versorgungswerk der Landestierärztekammer Mecklenburg-Vorpommern

#### Niedersachsen
- Ärzteversorgung Niedersachsen
- Apothekerversorgung Niedersachsen
- Versorgungswerk der Ingenieurkammer Niedersachsen
- Psychotherapeutenversorgungswerk
- Rechtsanwaltsversorgungswerk Niedersachsen
- Steuerberaterversorgung Niedersachsen
- Tierärzteversorgung Niedersachsen
- Altersversorgungswerk der Zahnärztekammer Niedersachsen

#### Nordrhein-Westfalen
- Nordrheinische Ärzteversorgung
- Ärzteversorgung Westfalen-Lippe
- Versorgungswerk der Apothekerkammer Nordrhein
- Versorgungswerk der Apothekerkammer Westfalen-Lippe
- Architektenversorgung Nordrhein-Westfalen
- Versorgungswerk der Psychotherapeutenkammer NRW
- Notarversorgungswerk Köln
- Versorgungswerk der Rechtsanwälte im Land Nordrhein-Westfalen
- Versorgungswerk der Steuerberater im Land Nordrhein-Westfalen
- Versorgungswerk der Tierärztekammer Nordrhein
- Versorgungswerk der Tierärztekammer Westfalen-Lippe
- Versorgungswerk der Wirtschaftsprüfer und der vereidigten Buchprüfer im Lande Nordrhein-Westfalen
- Versorgungswerk der Zahnärztekammer Nordrhein
- Versorgungswerk der Zahnärztekammer Westfalen-Lippe

#### Rheinland-Pfalz
- Versorgungseinrichtung der Bezirksärztekammer Koblenz
- Versorgungseinrichtung der Bezirksärztekammer Trier
- Notarversorgung Koblenz
- Versorgungswerk der rheinland-pfälzischen Rechtsanwaltskammern
- Versorgungswerk der Steuerberaterinnen und Steuerberater in Rheinland-Pfalz
- Versorgungsanstalt bei der Landeszahnärztekammer Rheinland-Pfalz

#### Saarland
- Versorgungswerk der Ärztekammer des Saarlandes
- Versorgungswerk der Saarländischen Notarkammer
- Versorgungswerk der Rechtsanwaltskammer des Saarlandes
- Versorgungswerk der Steuerberater und Steuerberaterinnen / Wirtschaftsprüfer und Wirtschaftsprüferinnen im Saarland

#### Sachsen
- Sächsische Ärzteversorgung
- Sächsisch-Thüringische Apothekerversorgung
- Versorgungswerk der Architektenkammer Sachsen
- Ländernotarkasse AdöR – Leipzig
- Sächsisches Rechtsanwaltsversorgungswerk
- Steuerberater Versorgungswerk der Steuerberater und Steuerbevollmächtigten im Freistaat Sachsen
- Zahnärzteversorgung Sachsen

#### Sachsen-Anhalt
- Ärzteversorgung Sachsen-Anhalt
- Apothekerversorgung Niedersachsen
- Versorgungswerk der Rechtsanwälte im Lande Sachsen-Anhalt
- Versorgungswerk der Steuerberaterinnen, Steuerberater und Steuerbevollmächtigten in Sachsen-Anhalt
- Altersversorgungswerk der Zahnärztekammer Sachsen-Anhalt

#### Schleswig-Holstein
- Versorgungseinrichtung der Ärztekammer Schleswig-Holstein
- Apothekerversorgung Schleswig-Holstein
- Versorgungswerk der Psychotherapeutenkammer Schleswig-Holstein
- Schleswig-Holsteinisches Versorgungswerk für Rechtsanwälte
- Versorgungswerk der Steuerberaterinnen und Steuerberater im Land Schleswig-Holstein Steuerberaterversorgungswerk
- Versorgungswerk der Zahnärztekammer Schleswig-Holstein

#### Thüringen
- Ärzteversorgung Thüringen
- Versorgungswerk der Rechtsanwälte in Thüringen
- Versorgungswerk der Landestierärztekammer Thüringen
- Versorgungswerk der Landeszahnärztekammer Thüringen

## Finanzen
Die Altersversorgung wird von den Versorgungswerken mit zwei unterschiedlichen Kapital bildenden Verfahren finanziert. Das so genannte „modifizierte Anwartschaftsdeckungsverfahren“ ähnelt dem Finanzierungsmodell der privaten Lebensversicherungen. Dabei wird die Verweildauer der Beiträge im Versorgungswerk bei der Wirkung für die Rentenhöhe berücksichtigt. Meistens erfolgt die Finanzierung in den Versorgungswerken nach dem so genannten „offenen Deckungsplanverfahren“. Dabei ist nicht allein die Höhe und Anzahl der von jeder Generation gezahlten Beiträge für die Erfüllung der Ansprüche relevant, zusätzlich werden auch die Beiträge der künftigen Mitglieder mit in die Äquivalenzbeziehung einbezogen. Deshalb ist das offene Deckungsplanverfahren noch mehr auf den kontinuierlichen Neuzugang von Beitragszahlern angewiesen.
Mit der Kapitalbildung schaffen die Versorgungswerke Rücklagen. Das Prinzip ist, dass jede Generation für ihr eigenes Alter vorsorgt.

## Aufsicht
Berufsständische Versorgungswerke unterliegen den gesetzlichen Kontrollinstanzen der jeweiligen Bundesländer. Die Rechts- und Versicherungsaufsicht üben die zuständigen Ministerien bzw. Senatsbehörden des Innern beziehungsweise der Wirtschaft aus. Die Jahresabschlüsse und die Rechnungsprüfung bewerkstelligen wirtschaftsmathematische Sachverständige.